# 危險性追緝
《危險性追緝》（英語：Black Snake Moan）是一部2006年美國黑色喜劇電影，由克雷格·布魯爾編劇兼執導，山繆·傑克森、姬絲汀娜·莉芝、賈斯汀·提姆布萊克和S·伊佩瑟·默克森。劇情講述一名虔誠的音樂家發現一名陷入困境的當地女性在路邊被嚴重毆打，對方是童年性虐待的受害者，到處尋找愛情，直到兩人的相遇而改變了一切。《危險性追緝》2007年3月2日在美國上映，影評口碑兩極分化，且因商業表現失利而成為票房炸彈。女權主義者批評電影以性暴力來當成宣傳手法（包括海報）。

## 演員
- 山繆·傑克森飾演拉撒路·伍茲
- 姬絲汀娜·莉芝飾演蕾·杜爾
- 賈斯汀·提姆布萊克飾演羅尼·摩根
- S·伊佩瑟·默克森飾演安吉拉
- 小約翰·科斯蘭飾演RL
- 大衛·邦納飾演特龍
- 金姆·理查茲飾演珊迪·杜爾
- 麥克·雷蒙-詹姆士飾演吉爾·莫頓

## 外部連結
- 互联网电影数据库（IMDb）上《危險性追緝》的资料（英文）
- Box Office Mojo上《危險性追緝》的資料（英文）
- 爛番茄上《危險性追緝》的資料（英文）
- Metacritic上《危險性追緝》的資料（英文）